# Sonic the Hedgehog 4
Sonic the Hedgehog 4 (ソニック・ザ・ヘッジホッグ4 Sonikku za Hejjihoggu 4?) es un videojuego de plataformas que forma parte de la serie de Sonic the Hedgehog para las plataformas virtuales de PlayStation 3 (PlayStation Network), Xbox 360 (Xbox Live Arcade), Wii (WiiWare), Microsoft Windows (Steam), iPhone y iPod Touch (App Store) y Android (Google Play). El juego está dividido en episodios para facilitar su descarga, cada episodio, cuenta con aproximadamente 4 fases de juego. El proyecto fue anunciado en septiembre de 2009 con el nombre en clave Project Needlemouse. El 4 de febrero de 2010 fue anunciado oficialmente el nombre del juego junto con un tráiler y la página web oficial. Sonic the Hedgehog 4 Episodio 1 salió a la venta en octubre de 2010 mediante descarga en línea.
Después de este episodio se publicó el episodio II, que no tuvo versión para WiiWare. También hubo un episodio especial llamado Episodio de Metal protagonizado por Metal Sonic con una historia que cuenta desde su reactivación en Stardust Speedway hasta su regreso a Little Planet. Este episodio se obtiene gratuitamente al descargar el Episodio 1 y el Episodio 2. Pero, en Android, el Episodio de Metal ya viene disponible al descargar el episodio 2. Un tercer juego de la serie, Sonic the Hedgehog 4: Episodio 3, fue planeado, pero finalmente fue cancelado.

## Historia

### Episodio 1
Sonic 4 parte exactamente donde Sonic & Knuckles lo dejó. Con Eggman derrotado, Sonic parte a explorar nuevas zonas y tierras desconocidas. El Dr. Eggman, furioso por la destrucción del Death Egg y el fracaso de sus planes, pone en marcha todos sus diabólicos planes. En un esfuerzo por deshacerse de Sonic, revisa y perfecciona lo mejor de sus creaciones.
A pesar de los esfuerzos del Dr. Eggman, Sonic destruye cada una de sus creaciones refinadas y lo persigue a su nueva guarida, la EGG Station Zone. Sonic derrota a cada una de sus creaciones una vez más, incluyendo el motor de su robot gigante, que destruye la estación. Sanos y salvos en su planeta, Sonic celebra su victoria en Splash Hill, con sus amigos los animales.

### Episodio 2
Pocos meses después de los acontecimientos de Episodio I, Little Planet, donde Sonic CD se llevó a cabo una vez más se acerca. Doctor Eggman , quien fue derrotado en el tramo anterior, sabía que eso era solo el comienzo de su gran esquema que había estado planeando en secreto . El Dr. Eggman había hecho todo el plan desde el comienzo del Episodio I.
Al enterarse de que Little Planet estaba de vuelta, Eggman ansiosamente salta de nuevo en acción, la siguiente fase de su plan se empezará a desarrollarse. Por otra parte, Metal Sonic, el viejo robot rival de Sonic ha sobrevivido a su derrota posterior en CD , aunque se quedó en el planeta cuando desapareció antes. Eggman se encuentra a los restos de metal y lo ha hecho aún más poderoso que antes, para hacer de Sonic no poder competir con él.
Mientras tanto, Sonic ha averiguado sobre el doctor y que su rival de metal esta de vuelta, así que recluta a su amigo Tails para ayudarle a enfrentar esta nueva amenaza y de la velocidad alrededor del pequeño planeta una vez más y salvarlo de la catástrofe.

### Episodio Metal
Inmediatamente después de su derrota aplastante y brutal de la batalla contra su homólogo orgánico en Stardust Speedway, gravemente dañado y sin poder, Metal Sonic cae y se queda en Little Planet. Después de mucho tiempo una pantalla de Eggman flota hacia los restos del robot, lo electrocuta y lo reactiva. Eggman entonces le ordena a Metal Sonic dejar Little Planet para ir a Mad Gear Zone, que fue construido para el único propósito de la reparación y mejora de Metal Sonic. Ya renacido, Metal Sonic es enviado para eliminar de Sonic de una vez por todas.
Pronto llega a Lost Labyrinth Zone, y explora las partes más profundas de las ruinas. Una vez que llega a un altar en un cuarto oculto en la oscuridad, se encuentra con una misteriosa esfera compuesta de una poderosa energía, que es exactamente lo que Eggman estaba buscando ahí. Metal Sonic se le acerca y la absorbe en su sistema. Con un aumento masivo de energía, su cuerpo entra en erupción con chispas de color púrpura y un aura violeta mientras quiebra los muros de piedra del Lost Labyrinth Zone con facilidad, dejando rastros eléctricos hacia Casino Street Zone.
En la búsqueda de Sonic, Metal Sonic finalmente llega Splash Hill Zone. Sin embargo no lo encuentra, aunque se las arregla para localizarlo, y llega al final de Splash Hill Zone solo para encontrar a Sonic y Tails despegar en el Tornado, en dirección a Sylvania Castle Zone. Metal Sonic rápidamente descubre el cohete que Sonic utilizó para llegar a EGG Station Zone y lo toma para volver a Litlle Planet ya preparado para la revancha contra Sonic. Al llegar, Metal Sonic se encuentra con los amigos inseparables, Sonic y Tails en White Park Zone en el Episodio II, así el doble robótico llega con el cohete robado, comenzando la batalla contra Sonic y Tails.

## Estilo
Episodio 1
Este juego hace una mezcla del estilo moderno de Sonic Rush y de la jugabilidad clásica de la trilogía de Mega Drive. Es un juego de plataformas en 2D con gráficos en HD. Los jugadores (si se tiene conexión a Internet) pueden ver las tablas de posiciones de puntajes y de contrarreloj de cada nivel. Por primera vez, desde Sonic & Knuckles, Sonic se puede transformar en Super Sonic durante los niveles luego de haber recogido todas las Chaos Emeralds.
Episodio 2
Esta parte es casi igual que el Episodio 1 con la excepción de que utiliza un motor de gráficos mejorado. También hay cambios como la incorporación de Tails como personaje jugable, una nueva zona especial parecida a las zonas especiales de Sonic 2, Sonic 3D Blast, Sonic Pocket Adventure, Sonic Heroes, Sonic Rush, Sonic Colors (versión DS) y Sonic Generations (versión 3DS) y la nueva forma del combate contra jefes.
Episodio Metal
Al ser una extensión de la saga de Sonic 4, el juego se maneja del mismo modo que los otros episodios, con algunas diferencias.
Metal Sonic lleva casi los mismos mecanismos exactos de juego como Sonic hace en Episodio I. Sin embargo, debido a la episodio adicional que se construye de Episodio II, que comparte el mismo motor modificado la física.
Los actos son reelaboradas versiones de los niveles preexistentes de Episodio I, en concreto todos los del "Acto 1". las etapas de las cuatro zonas principales. El orden de la zona es a la inversa en comparación con el Episodio I, con la primera etapa siendo la zona Mad Gear y la última siendo Splash Hill Zone.
Curiosamente, cuando Metal Sonic acaba un acto y gira el letrero de llegada, cambia de mostrar de una imagen de Sonic a una imagen de Metal Sonic. Esto imita la misma acción que se produce cuando Sonic acaba un acto, que normalmente cambia de una típica imagen de Eggman a una de Sonic.

## Jugabilidad
Episodio 1: El juego será una secuela directa de Sonic & Knuckles presentará una jugabilidad de plataformas en 2D con gráficos de alta definición. Sonic será el único personaje jugable. Sonic 4 pretende regresar a la jugabilidad clásica de los videojuegos de Sonic de 16 bits. Pero ahora Sonic hará lo mismo que en       "Sonic the Hedgehog 3" o como " Sonic Unleashed "
Episodio 2: La jugabilidad de esta parte es la fusión del modo de la primera partida y la del juego Sonic The Hedgehog 2 con la excepción de que Tails será más jugable en este juego y se añade un nuevo movimiento llamado Rolling Combo (Combo giratorio).

## Modos de Juego
- Modo por Puntos: En este modo se guardará el mayor puntaje, si se juega ese modo en todos los niveles, se desbloqueará la E.G.G. Station. Este el primer y único modo que se podrá jugar al principio, ya que el modo contrarreloj aparece cuando se termina el juego por modo por puntos.
- Modo Contrarreloj: En este modo se guardará el menor tiempo conseguido para terminar el nivel, para desbloquearlo se debe terminar primero el juego por modo por puntos.

## Episodios

### Episodio 1
Sonic es el único personaje disponible. El juego posee 4 zonas, más una zona final y las fases especiales que son siete, cada zona tiene 3 actos y un jefe, aunque la versión para Iphone, Ipad y Ipod tienen dos actos exclusivos. Las fases del Episodio 1 son: Splash Hill Zone, Casino Street Zone, Lost Labyrinth Zone, Mad Gear Zone y la zona final: E.G.G. Station Zone.
Si se consigue terminar el juego con todas las esmeraldas, se podrá ver al Dr. Eggman junto con la sombra de Metal Sonic, con sus ojos rojos encendiéndose. Luego, aparece un mensaje de "Continuará".

### Episodio 2
Metal Sonic ha vuelto a formar una alianza formidable con el Dr. Eggman . Para hacer frente a esta nueva amenaza, Sonic tendrá que llamar a un viejo amigo que le ayudara a salvar el día. Junto con Tails, utilizan ingeniosos movimientos combinados y de carreras a través de cuatro zonas nuevas, con el fin de poner fin a sus malvados planes. Juega solo o con un amigo a nivel local (y en línea), en una evolución de Sonic 2 de colaboración! suelta a Sonic y Tails con devastadores ataques y combinaciones de movimientos para luchar contra la fuerza unida de Metal Sonic y Dr. Eggman. Episodio II dispone de un motor durante todo el partido nuevo, con lo que se actualiza la física y un estilo gráfico original, ya que corren a través de seis zonas únicas y una nueva etapa especial de Sonic 2.

### Episodio Metal
Sonic the Hedgehog 4: Episodio Metal es un episodio adicional de Sonic the Hedgehog 4 disponible de forma gratuita a aquellos que han adquirido tanto Sonic the Hedgehog 4: Episodio I , así como el próximo Sonic the Hedgehog 4: Episodio II en el mismo dispositivo. El episodio extra une los acontecimientos de Sonic CD a los de Sonic 4, comenzando con la resurrección de Metal Sonic.
Una vez que el Episodio I y II Episodio están en el mismo sistema, los jugadores pueden acceder al Episodio de Metal como una extensión del mapa del mundo en el Episodio II.

## Niveles

### Episodio 1
- Splash Hill Zone: Se puede decir como una Green Hill 2.0, es todo lo mismo excepto que hay lianas.
- Casino Street Zone: Igual a Sonic 2, no hay mucho que decir solo es como Casino Night Zone.
- Lost Labyrinth Zone: Similar al de Sonic the Hedgehog, hay bolas en las que te montas, los Badniks son los mismos,también hay orbis verdes que expanden sus bolas, el jefe es similar al de la Zona Original pero al acabar el camino Eggman intentara aplastarte.
- Mad Gear Zone: Similar a Metrópolis de Sonic 2, los Badniks son los mismos, el jefe igual solo que luego Eggman lanzara bombas, las grises son normales, las azules saltan rápido y las amarillas son enormes.
- EGG Station Zone: Antes de comenzar hay una cinemática de Splash Hill, Eggman sube y Sonic va en el cohete de Tails, los jefes son todos los anteriores y el está el robot de Sonic 2.

### Episodio 2
- Sylvania Castle Zone:Es similar que Aquatic Ruin de Sonic 2, pero con tema castillo viejo.
- White Park Zone:Una Zona similar a Ice Cap de Sonic 3 And Knuckles, pero aquí es más un parque de nieve con badniks de osos polares y otras cosas.
- Oil Desert Zone:Lo mismo que Oil Ocean de Sonic 2, solo que aquí es más un basureado.
- Sky Fortress Zone:Lo mismo que el Wing Fortress de Sonic 2.
- Death Egg Zone Mk.III:Una versión mejorada del Death Egg de Sonic 2 con cosas del Death Egg de Sonic 3 & Knuckles.

## Special Stage

### Episodio 1
Sonic The Hedgehog 4 dispone del Special Stage, donde se podrá conseguir las Chaos Emeralds. Estas están basadas en el diseño particular de la primera entrega del erizo para la Sega Mega Drive, con algunas diferencias particulares:
- El jugador mueve todo el entorno y no a Sonic, como sucedía antes.
- Se tiene un límite de tiempo para conseguir la Chaos Emerald. Este podrá extenderse consiguiendo unos ítems particulares.
- Hay muros que se habilitarán al conseguir una cantidad determinada de anillos.

En la versión de Ipod Touch, la Special Stage es manipulada gracias al sensor de movimiento del aparato.

### Episodio 2
Esta partida dispone también del Special Stage, donde se consigue las Chaos Emeralds. Está basada en el diseño de la segunda entrega del erizo para Sega Genesis (Sega Mega Drive).

### Episodio de Metal
Este episodio no presenta Special Stage.

## Habilidades
- Jumpin Spin Attack: Al saltar, Sonic se enrolla en bola para acabar con los robots enemigos.
- Spin Attack: Mientras Sonic corre, el jugador debe presionar el botón de dirección hacia abajo. Esto hará que Sonic se enrolle en bola, lo que le permitirá acabar con enemigos y destruir algunos muros.
- Spin Dash: Sonic se enrolla, girando rápidamente sobre sí mismo, lo que le hará tomar impulso para salir rodando a toda velocidad en forma de bola.
- Homing Attack: Mientras Sonic salta, es capaz de rodar en el aire, dirigiéndose al enemigo más cercano.
- Super Sonic: Cuando Sonic consiga las 7 esmeraldas del caos y 50 anillos, podrá transformarse en Super Sonic. Para cada consola es diferente transformarse; por ejemplo para la versión Iphone se toca el ícono de Super Sonic, en la versión Wii se presiona el botón 1, en la versión Xbox 360 son los botones X o Y, en la versión de PlayStation 3 son cuadrado o triángulo, y en la PC la configuración por defecto son A o S, aunque pueden ser cambiados.

Si se derrota al jefe final de E.G.G. Station, Sonic aparecerá en Splash Hill Zone donde habrá varios anillos (21 anillos). Si se consiguen todos y se tienen todas las esmeraldas, Sonic se transformará en Super Sonic y se acabará el juego con el mejor final, junto con un adelanto del Episodio 2.
- Roling Combo: Esta habilidad es única del episodio 2 consiste en que Sonic y Tails combinan sus Spins Attacks formando un Spin Attack Combinado
- Copter combo:Con esta habilidad Sonic usa a Tails como helicóptero. Útil para salir de situaciones como caer en una trampa de espinas. Tails se cansa luego de presionar el botón de salto 7 veces. La mecánica de esta habilidad es muy similar a la de Sonic 3 & Knuckles.
- Submarine Combo: Si se activa el Copter Combo bajo el agua, Tails cargará a Sonic bajo el agua. Tails no se cansará nunca y los controles son diferentes: Hay que presionar el botón direccional o mover el Stick en la dirección deseada y presionar Salto.

## Producción
La existencia del juego fue primeramente revelada en GameSpot el 9 de setiembre de 2009 con el nombre clave de Project Needlemouse, derivado del nombre de Mr. Needlemouse, un prototipo temprano de Sonic que fue dibujado por su creador, Naoto Ōshima. El sitio también publicó un pequeño tráiler del juego y una entrevista con Ken Balough (un trabajador de Sega) que dijo que "los fans de los juegos clásicos de Sonic siempre preguntaron para ver a Sonic volver a un estilo más en 2D" y dijo que "Needlemouse es el importante primer paso para traer a Sonic de nuevo al estilo 2D."
El 11 de enero de 2010, Sega of America empezó un "character countdown" (cuenta regresiva de personajes) en su blog, eliminado día a día personajes que potencialmente podrían aparecer en Sonic 4, y acabando el 14 de enero del mismo año, y reveló que el juego tendría como el único personaje a Sonic. También fueron mostrados unos bocetos de enemigos de los juegos clásicos de Sonic
El 2 de febrero, Sega actualizó su página con una corta animación en flash que consistía en ejemplos de música del juego, que recordaban a los viejos sonidos de la Sega Mega Drive. El nombre del juego fue revelado el 4 de febrero de 2010, como Sonic the Hedgehog 4: Episode 1, y con un video de debut.
El juego fue desarrollado principalmente por Dimps, con algunos miembros del Sonic Team. El líder del proyecto es el que estaba a cargo del Sonic Team, Takashi Izuka, que también trabajó en varios juegos de Sonic, notablemente como un diseñador de Sonic 3 & Knuckles, y calificó al Sonic 4 como su secuela. La música y los sonidos fueron compuestos por Jun Senoue, quien también trabajó en juegos recientes de Sonic, y su música trató de emular a las músicas de los juegos clásicos, usando algunos ejemplos de tambores del Sonic 1 y 2, y algunos ejemplos relativos de lo-fi.
La decisión de crear el juego usando gráficos en 2.5D fue hecha considerando las reacciones de los viejos fanes de Sonic (época clásica) contra las de jugadores más nuevos.
No mucho después de que Sonic 4 Episode 1 fuera oficialmente anunciado, rumores aparecieron y decían que el juego estaba disponible para los miembros de servicios de pruebas para juegos en línea para los desarrolladores, PartnerNet. El 3 de abril, PartnerNet fue apagado por la noche por las filtraciones. Los contenidos filtrados fueron muy criticados por las físicas del juego y algunos niveles.
El 20 de mayo de 2010, Sega anunció que Sonic 4 estaría disponible para la App Store para la iOS y que el juego estaría disponible a finales de 2010 en lugar de su fecha original que era alrededor de julio de 2010 para extender el tiempo de producción. Izuka dijo que se había planeado que todas las versiones fueran similares, dos niveles que funcionaban en iOS no funcionaban tan bien en otras consolas. La versión de iOS mantuvo esos dos niveles, que utilizaban otros controles, mientras que nuevos niveles fueron creados para las versiones de las consolas. El anuncio del retraso también estuvo acompañada de una entrevista con Ken Balough, y explicó que Sega tomó notas de la reacción de los fanes acerca del juego y estuvieron arreglando los problemas escritos por los fanes y estaban trabajando de nuevo en la naturaleza de la gravedad y su física, y rediseñando algunos niveles.